# Район полётной информации

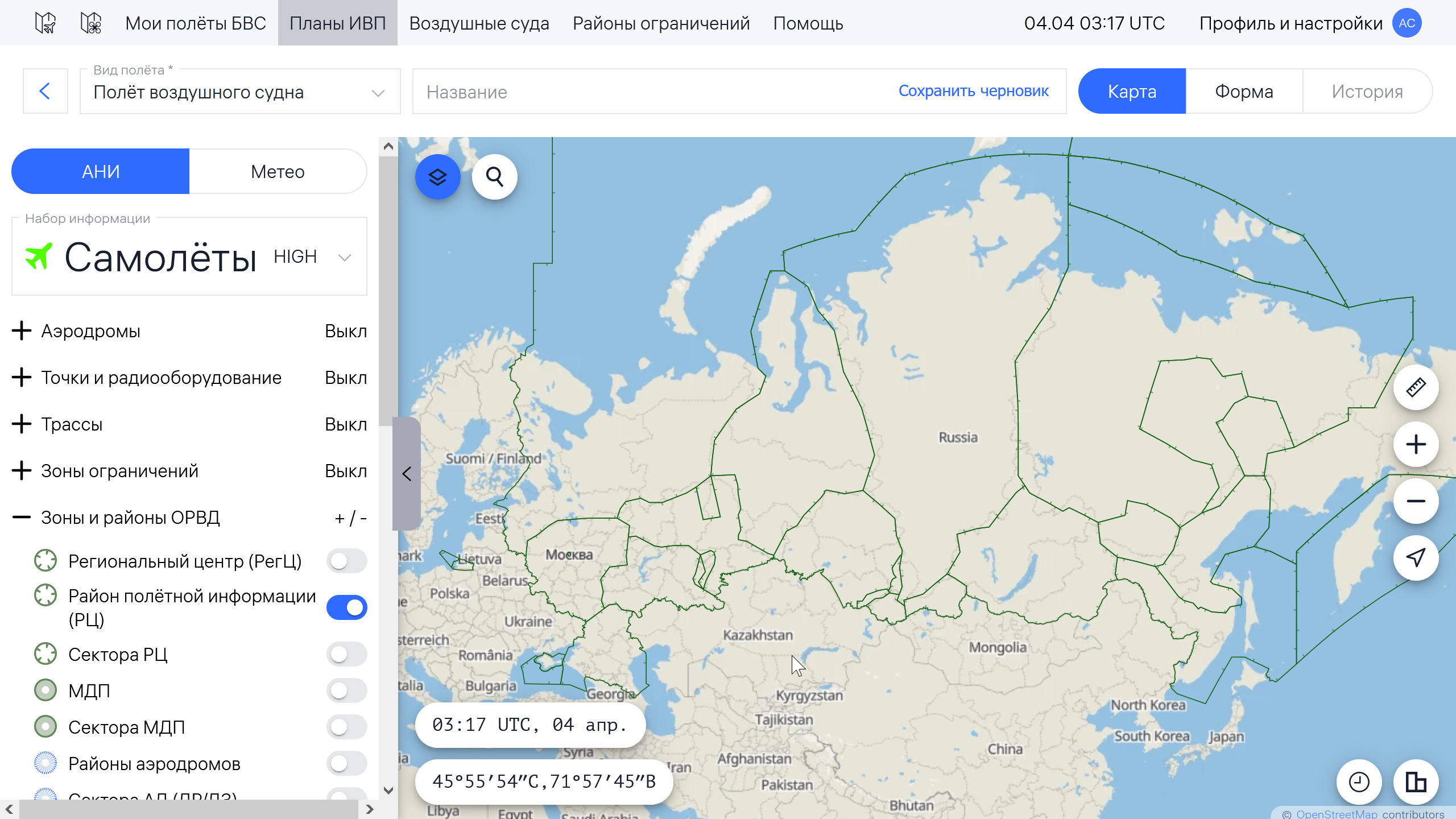
РПИ России

Райо́н полётной информа́ции (РПИ или FIR от английского Flight Information Region) — воздушное пространство определённых размеров, в пределах которого обеспечиваются полётно-информационное обслуживание и аварийное оповещение. Это крупнейшее деление воздушного пространства, существующее в современном мире. РПИ появились не позднее 1947 года.
Каждый участок земной атмосферы находится в зоне ответственности определённого РПИ, за исключением некоторых районов. 
Не существует стандартного размера для РПИ — это вопрос удобства администрирования для задействованной страны (или стран). Воздушное пространство небольших стран может представлять собой один РПИ, крупные страны обычно делятся на несколько региональных РПИ. Некоторые РПИ могут охватывать воздушное пространство нескольких стран.
Воздушное пространство над океанами разделено на океанские информационные регионы, контроль за которыми осуществляется прибрежными государствами. Раздел зон ответственности происходит путём подписания международных соглашений под патронажем Международной организации гражданской авиации (ИКАО).
В некоторых случаях воздушное пространство в рамках одного РПИ может дополнительно делиться по вертикали. Так, воздушное пространство над территорией Российской Федерации, а также за её пределами, где ответственность за организацию воздушного движения возложена на Российскую Федерацию, делится на нижнее и верхнее воздушное пространство. Границей нижнего и верхнего воздушного пространства над территорией РФ является эшелон полета 8100 м (эшелон полета 265), который относится к нижнему воздушному пространству. В таких случаях, нижнее воздушное пространство называется FIR, а верхнее — UIR (Upper Information Region).
Полётно-информационное обслуживание и аварийное оповещение являются базовыми задачами для обеспечения безопасного полёта воздушных судов и эффективного реагирования на чрезвычайные ситуации в воздухе. Эти услуги доступны для всех самолётов, находящихся в конкретном РПИ. Дополнительные услуги авиационного сопровождения могут быть доступны для экипажей части самолётов конкретного РПИ в соответствии с классом ИКАО для данной части воздушного пространства (и национальным законодательством) и наличием соответствующих сотрудников и оборудования для предоставления таких услуг.

## Районы полётной информации в России
и соответствующие им коды ИКАО:
- Амдерма — ULDD
- Анадырь — UHMA
- Архангельск — ULAA
- Астрахань — URWA
- Ахтубинск — UATT
- Барнаул — UNBB
- Батагай — UEBB
- Берёзово — USHB
- Благовещенск — UHBB
- Бодайбо — UIKB
- Братск — UIBB
- Великие Луки — ULOO
- Владивосток — UHWW
- Волгоград — URWW
- Вологда — ULWW (FIR)
- Воркута — UUYW
- Екатеринбург — USSV (FIR)
- Енисейск — UNII
- Жиганск — UEVV
- Зырянка — UESU
- Иркутск — UIII (FIR)
- Казань — UMKD (FIR)
- Калининград — FIR UMKK
- Киренск — UIKK
- Киров — USKK (FIR)
- Колпашево — UNLL
- Котлас — ULKK
- Красноярск — UNKL (FIR)
- Курган — USUU
- Магадан — UHMM (FIR)
- Магдагачи — UHBI
- Мирный — UERR (FIR)
- Москва — UUWV (FIR)
- Мурманск — ULMM
- Мыс Каменный — USDK
- Мыс Шмидта — UHMI
- Нерюнгри — UELL
- Николаевск-на-Амуре — UHNN
- Новосибирск — UNNT (FIR)
- Норильск — UOOO
- Нюрба — UENN
- Олёкминск - FIR UEMO
- Омск — UNOO
- Оренбург — UWOO
- Оха — UHSH
- Охотск — UHOO
- Певек — UHMP
- Пенза — UWPP
- Пермь — USPP (FIR)
- Петропавловск-Камчатский — UHPP (FIR)
- Полярный - FIR UERP
- Ростов-на-Дону — URRV (FIR)
- Салехард — USDD
- Самара — UWWW (FIR)
- Санкт-Петербург — ULLL (FIR)
- Симферополь[комм. 1] — UKFV (FIR)
- Сургут — USRR
- Тикси — UEST
- Тиличики — UHPT
- Туруханск — UOTT
- Тюмень — FIR USTR
- Удачный — UERP
- Усть-Хайрюзово — UHPU
- Уфа — UWUU
- Хабаровск — UHHH -(FIR)
- Хандыга — UEMH
- Ханты-Мансийск — USHH
- Хатанга — UOHH
- Челябинск — USCC (FIR)
- Черский — UESS
- Чита — UIAA
- Чокурдах — UESO
- Чульман — FIR UELL
- Южно-Сахалинск — UHSS
- Якутск — UEEE (FIR)